# 登州路
登州路是中华人民共和国山东省青岛市市南区及市北区的一条东西向道路，也是全市最早建成的一批道路之一。道路西起大学路莱芜二路路口，与齐东路、黄台路、延安一路等道路交汇，东至延安二路威海路路口。
道路始建于德占时期的1900年代初，最初为连接青岛口与台东镇之间的道路，今黄台路路口以南路段连同大学路全段定名为东关街 （德語：Ostpassstraße），今黄台路路口以东段连同威海路全段定名为穆勒上尉街（德語：Hauptmann-Müller-Straße），以纪念在青设计要塞工事的德国海军工兵上尉穆勒。第一次日占时期与今大学路部分路段合称巽町。1923年改现名。路段周边有毛奇兵营、青岛啤酒厂等历史建筑。
Template:青岛老街